# Louis De Geer (Industrieller, 1587)

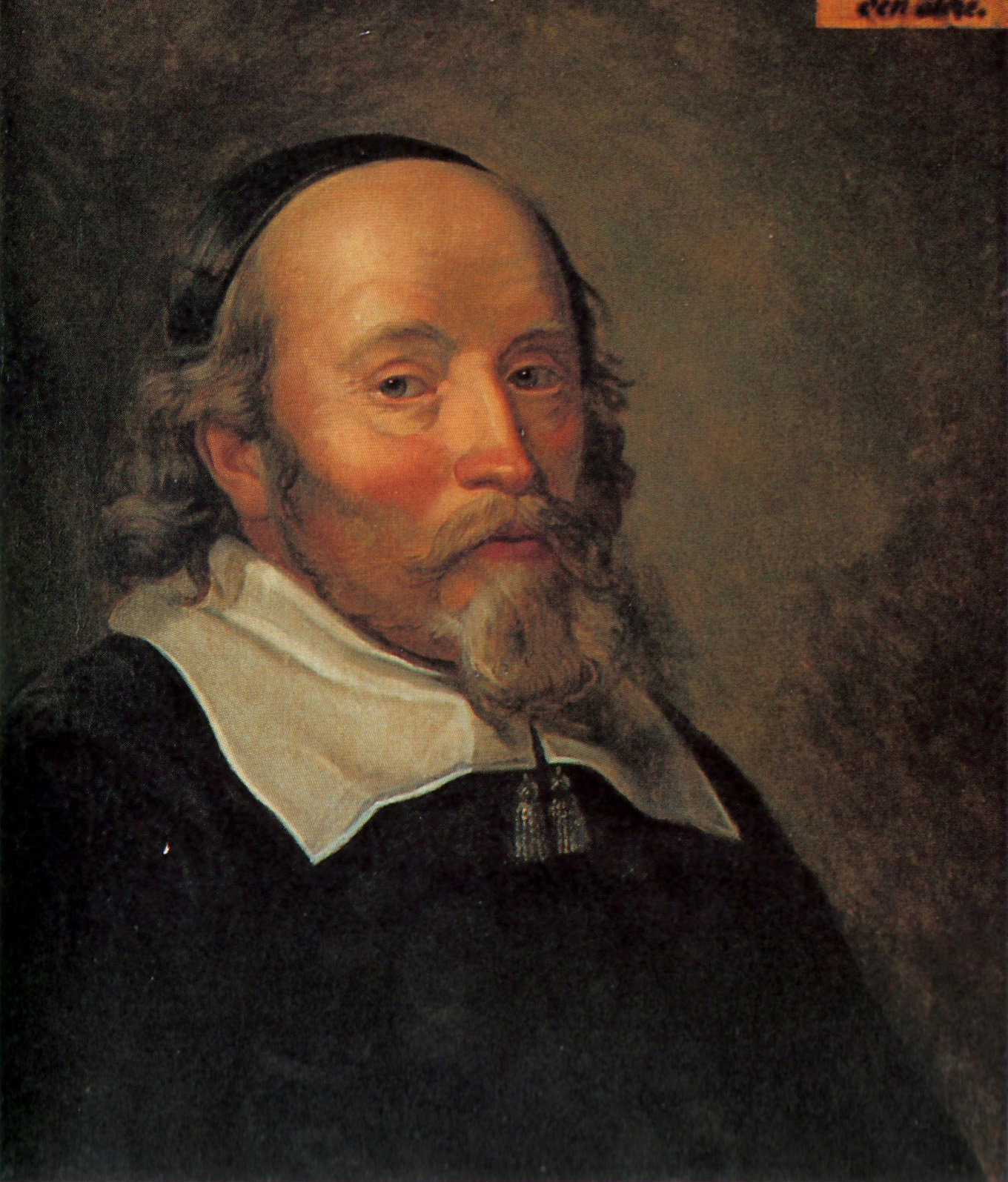
Louis De Geer der Ältere von David Beck

Louis De Geer, auch Lodewiik De Geer, Lovis De Geer und Louys De Geer (* 17. November 1587 in Lüttich; † 19. Juni 1652 in Amsterdam) war ein niederländischer Kaufmann und Industrieller und gilt im Allgemeinen als Vater des schwedischen Industriewesens.

## Leben
Nachdem seine Eltern in das holländische Dordrecht gezogen waren, erhielt der junge Louis zuhause und bei verschiedenen Reisen ins Ausland eine umfassende Ausbildung. Den Schwerpunkt bildete dabei die Einführung ins Geschäftswesen. Nach dem Tod seines Vaters arbeitete er als Kaufmann erst in Dordrecht und später in Amsterdam. Das schwedische Königshaus benötigte zu dieser Zeit Kredite, Waffen und anderes Kriegsmaterial und nahm Kontakt mit de Geer auf.
Durch zwei Landsleute, die Gebrüder de Besche, erfuhr Louis de Geer einiges über die Naturreichtümer Schwedens. 1618 pachtete einer dieser Brüder auf de Geers Rechnung einen Hof und Land bei Finspång. Danach ließ de Geer viel Kapital nach Finspång fließen und Hochöfen, Hammerwerke und Manufakturen errichten. Verschiedene Bereiche der Eisenindustrie wurden nach französischem und belgischen Vorbild verbessert. Das nahegelegene Norrköping wurde bald zum Hauptort der aufstrebenden Industrie. Dabei wurde auch eine Vielzahl von belgischen Bergarbeitern und Schmieden nach Schweden geholt.
König Gustav Adolf förderte De Geer so gut er konnte und erreichte 1627, dass er nach Schweden umzog, wo er sofort eingebürgert wurde. Kurz zuvor hatte de Geer weiter Ländereien und Bergwerke gepachtet. Er übernahm nun eine Vielzahl königlicher Aufträge. So hatte er die Oberhand über alle königlichen Gewehrfabriken und später wurde er neben Erik Larsson von der Linde Direktor für den staatlichen Kupfer- und Salzhandel. Um Louis de Geer noch stärker an Schweden zu binden, wurde ihm 1641 von der Regierung der schwedische Adelstitel verliehen. Er konnte auch einige seiner gepachteten Güter steuerfrei kaufen.
Als 1643 der Torstenssonkrieg ausbrach, fuhr De Geer als Kommissariar nach Holland und erbat dort Beistand für Schweden. Da diese Bitte aber abgewiesen wurde, rüstete er in Amsterdam auf eigene Kosten eine Flotte unter dem niederländischen Admiral Maerten Thijssen aus, die das schwedische Heer nach Fünen bringen sollte. Beim ersten Versuch wurde diese Flotte aber in der Seeschlacht im Lister Tief am 16. Mai 1644 zurückgeschlagen, noch ehe sie die schwedischen Verbündeten erreicht hatte. Erst beim zweiten Versuch konnten die Schiffe in die Ostsee durchbrechen und sich mit der Flotte von Carl Gustav Wrangel vereinigen; sie nahmen dann am 13. Oktober 1644 an der letztlich kriegsentscheidenden Seeschlacht bei Fehmarn teil.
Nachdem die Friedensverhandlungen abgeschlossen waren, wandte sich De Geer wieder seinen privaten Geschäften zu. In seinen späten Jahren befasste er sich auch mit dem Ausbau der schwedischen Handelsbeziehungen und des schwedischen Kolonialismus. Nachdem er Schweden 1651 zum letzten Mal besucht hatte, starb er im Juni 1652 in Amsterdam.